# سوربرايز موريري
سوربرايز موريري (بالإنجليزية: Surprise Moriri)‏ لاعب كرة قدم جنوب أفريقي، ولد في 20 مارس 1980 بـ Matibidi. يلعب في مركز مهاجم .
شارك في كأس الأمم الأفريقية لكرة القدم 2008 مع منتخب جنوب أفريقيا لكرة القدم.

## المشوار
- 2002-04 :  نادي بلاتينيوم ستارز
- منذ 2004 :  ماميلودي صن داونز

## حقق
- 34 مرة ضمن تشكيلة المنتخب الذي سجل له 5 أهداف منذ 2004
- بطل جنوب أفريقيا مواسم 2006، 2007 و2014 مع نادي ماميلودي صن داونز (Mamelodi Sundowns)
- فائز بكأس جنوب أفريقيا موسم 2008 مع نادي ماميلودي صن داونز وقد وصل للنهائي في 2007.

## روابط خارجية
- سوربرايز موريري على موقع الاتحاد الدولي (مؤرشف)  (الإنجليزية)
- سوربرايز موريري على موقع قاعدة بيانات كرة القدم.إي يو (الإنجليزية)
- سوربرايز موريري على موقع ناشيونال فوتبول تيمز (الإنجليزية)
- سوربرايز موريري على موقع Soccerway.com (الإنجليزية)
- سوربرايز موريري على موقع عالم كرة القدم.نت (الإنجليزية)
- سوربرايز موريري على موقع كووورة